# Eusiroides crassi
Eusiroides crassi är en kräftdjursart som beskrevs av Stebbing 1888. Eusiroides crassi ingår i släktet Eusiroides och familjen Eusiridae. Inga underarter finns listade i Catalogue of Life.